# Orliac
Orliac é uma comuna francesa na região administrativa da Nova Aquitânia, no departamento Dordonha. Estende-se por uma área de 10,29 km². Em 2010 a comuna tinha 57 habitantes (densidade: 5,5 hab./km²).